# Barqueta de vapor (joguina)

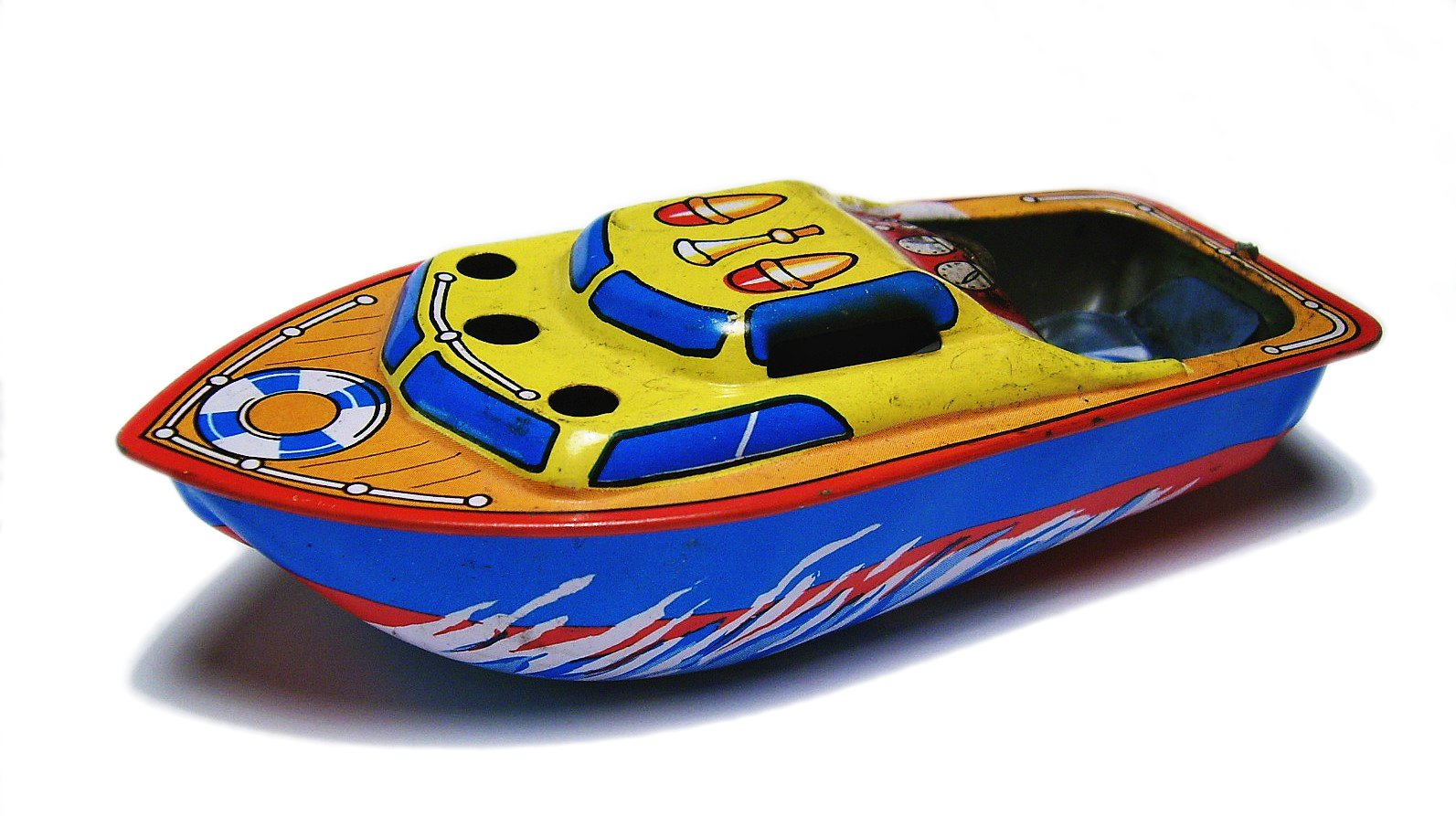
Barqueta Pop-pop

Una barqueta de vapor és una joguina que funciona amb una màquina de vapor molt senzilla, sense peces mòbils. El vapor es produeix sovint de forma casolana aprofitant una petita espelma o cremador similar (per exemple: una xinxeta (espelma)).

## Història

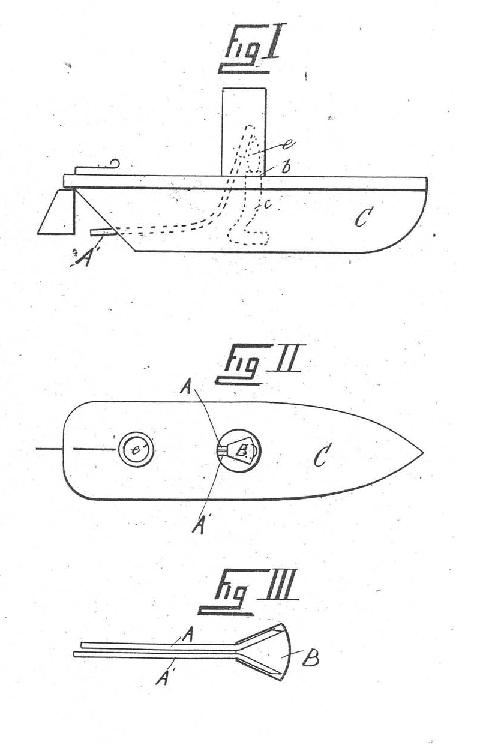
Motor pop-pop, segons la patent de Desiré Thomas Piot (1891).

La primera barqueta de vapor polsant s'atribueix al francès Desiré Thomas Piot. L'any 1891 va sol·licitar una patent a UK per a un petit vaixell de joguina amb una caldera formada per un petit tub doblegat, dos tubets connectats i els dos extrems dels tubs que sortien per la popa.
Hi ha una patent de 1915 de l'americà Charles J. McHugh sobre un motor polsant de diafragma.
L'any 1920 es documenta una patent de William F. Purcell per a una variant de motor polsant del tipus espira tubular. El disseny inclou peces més senzilles de fabricar.

L'any 1926 hi ha una altra patent sobre un motor amb diafragma a càrrec de  Charles J. McHugh.

L'any 1934 Paul Jones presenta una patent sobre millores de fabricació d'un motor de diafragma. Preveu diverses peces estampades que faciliten la seva fabricació.
- A partir de 1920 les barquetes de vapor es vengueren en grans quantitats. Molts models tenien un únic tub de propulsió. Eren motors més econòmics de fabricar però era més difícil omplir-los d'aigua correctament (Aclariment: Quam hom vol fer navegar la barqueta "des de sec", cal omplir-la d'aigua. Els motors amb dos tubs de sortida deixen escapar les bombolles d'aire i són més fàcils de "posar en marxa").
- Després d'un màxim de vendes entre 1940 i 1960, l'aparició de joguines de plàstic suposà una davallada de les joguines de llauna en general i de les barquetes de vapor en particular. Cal recordar però, que sempre hi ha hagut fabricants comercials i molts constructors aficionats i col·leccionistes.[8][9]

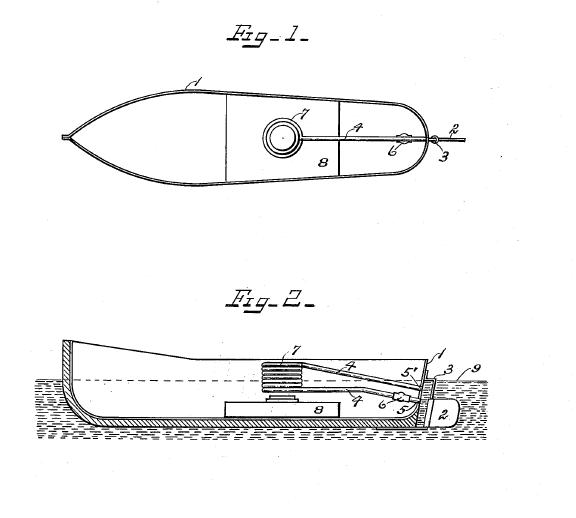
Motor de tipus molla, d'una sol·licitud de patent feta per William Purcell el 1920.
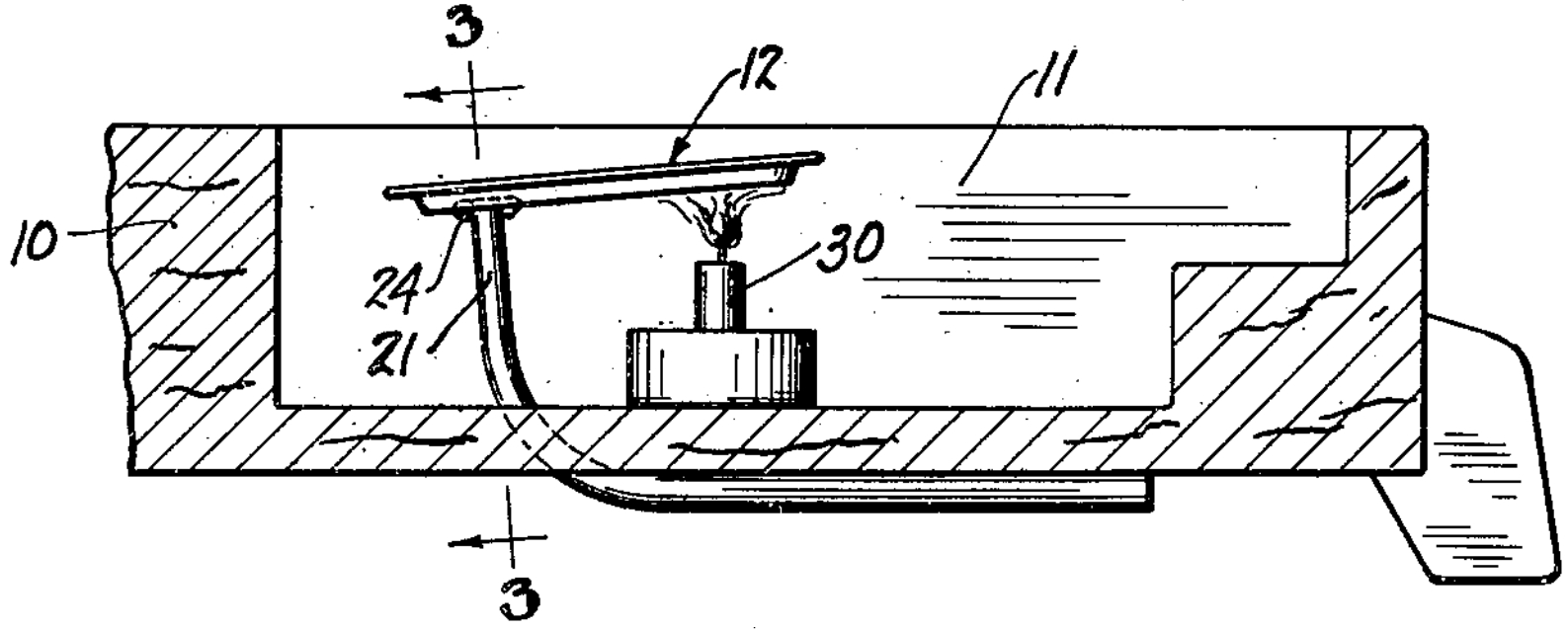
El motor de tipus diafragma, d'una sol·licitud de patent feta per Paul Jones el 1934.

## Principi de funcionament
Els motors de vapor polsants són molt senzills. Tenen poques peces i, estrictament parlant, cap peça mòbil (el diafragma només vibra en funcionament, però no té moviment relatiu amb altres peces). El seu funcionament però, és difícil d'explicar amb rigor.

### Descripció dels dos models principals

#### Model de motor amb un únic tub
Un petit tub metàl·lic forma la caldera, doblegat en forma d'espires. Els dos extrems del tub van a parar fins a popa just per sota de l'aigua quan la barqueta sura.

#### Model amb diafragma
La caldera està formada per una capseta metàl·lica relativament rígida i plana. La part superior és d'una planxa fina i flexible.
Des de la caldera surten dos petits tubs que van a parar a popa just per sota de l'aigua.

### Funcionament
- Abans de posar en marxa la barqueta cal encebar-la: Omplir el motor d'aigua. Un cop el motor encebat es diposita la barqueta amb cura sobre l'aigua, procurant tapar els extrems dels tubs perquè no es desencebi.
- Amb la barqueta surant cal encendre la font de calor.

Al cap d'uns instants la font de calor escalfa la caldera i passa el següent:
- l'aigua que hi ha dins del tubet s'escalfa i passa a vapor, el vapor empeny l'aigua i la barqueta avança per reacció.
- quan la pressió baixa prou torna a entrar aigua i es repeteix el cicle.
- els impulsos són intermitents amb un so característic, que donà nom a les joguines (barquetes pop-pop).

DUBTE: Cóm és que la barqueta avança? No hi hauria d'haver equilibri entre les fases d'escopir aigua i xuclar aigua?
RESPOSTA: Quan la barqueta ejecta aigua el raig (o raigs) van dirigits cap enrere de forma concentrada. Quan el tub o tubs xuclen aigua, xuclen de totes les direccions possibles. El balanç és positiu amb el resultat d'un impuls cap endavant.

Hi ha explicacions més detallades i científiques del funcionament dels motors de vapor polsants.

## Construcció casolana
- Video sobre la construcció d'una barqueta de vapor.[11]

- Llibre amb un capítol sobre barquetes de vapor polsant.[12]

## Exemple de posada en marxa d'una barqueta
Video que descriu les parts de dos models i dues maneres d'encebar el circuit d'aigua.